# Kobi Simmons
Kobi Simmons (ur. 4 lipca 1997 w Atlancie) – amerykański koszykarz, występujący na pozycji rozgrywającego, obecnie zawodnik Arged BM Slam Stali Ostrów Wielkopolski.
W 2014 zdobył srebrny medal podczas turnieju Adidas Nations, rok później sięgnął po złoto. W 2016 wystąpił w imprezie Adidas Nations Counselors oraz meczu gwiazd amerykańskich szkół średnich – McDonald’s All-American.
28 sierpnia 2018 został zwolniony przez Memphis Grizzlies. 14 września podpisał roczną umowę z Cleveland Cavaliers. 13 października został zwolniony.
27 stycznia 2019 zawarł 10-dniową umowę z Cleveland Cavaliers. Po jej upłynięciu opuścił klub. 20 października został zawodnikiem Charlotte Hornets.
W styczniu 2021 dołączył do Greensboro Swarm. 25 września 2021 roku podpisał kontrakt z Arged BM Slam Stalą Ostrów Wielkopolski.

## Osiągnięcia
Stan na 21 lutego 2022, na podstawie, o ile nie zaznaczono inaczej.
NCAA
- Uczestnik rozgrywek Sweet 16 turnieju NCAA (2017)
- Mistrz:
  - turnieju konferencji Pacific-12 (Pac-12 – 2017)
  - sezonu regularnego Pac-12 (2017)

Drużynowe
- Zdobywca Pucharu Polski (2022)[10]

Indywidualne
- Zaliczony do I składu kolejki EBL (13, 16 – 2021/2022)[11][12]